# 孟加拉国共产党
孟加拉国共产党是孟加拉国的一个共产主义政党，成立于1968年，原名东巴基斯坦共产党，1971年孟加拉国成立后改用现名。

## 歷史
其前身巴基斯坦共产党东巴基斯坦分支成立于1948年3月6日，在1954年—1971年處于非法狀態。1966年，分裂，以穆罕默德·托哈爲首的一派退出，另組东巴基斯坦共产党（馬列），它曾組織遊擊隊，進行爭取民族獨立的武裝鬥爭。1968年，巴基斯坦共产党东巴基斯坦分支脱离巴基斯坦共产党，并改名为东巴基斯坦共产党。1971年，支持孟加拉国人民联盟领导的流亡政府，參加流亡政府的協商委員會，積極從事反對軍事委員會政體、爭取國家獨立的鬥爭。同年孟加拉國成立後，改用現名，并成爲合法政黨。该党提出主要任務是動員人民的一切創造力，恢復國家經濟，改善人民生活，徹底實現愛國力量的聯合。1973年10月，同人民聯盟、民族人民黨（穆）結成政治聯盟人民統一陣線。1975年1月孟加拉國實行一黨制，被取締。1978年底，恢複合法活動。1979年，在議會選舉中獲近8萬張選票，但無人當選。1983年，參加孟加拉国人民联盟領導的反對軍法管制政府的政黨聯盟。1991年11月19日，與民族人民黨（馬列）和人民自由联盟（薩馬德派）成立新的左翼陣線——愛國民主陣線。

## 黨章
1980年2月，孟加拉国共产党第三次代表大會通過新黨章，宣布以马克思列宁主义爲指導，目標是建設社會主義，但不能立刻進行社會主義建設，首先應走“非資本主義道路”，完成民族民主革命的任務。

## 政治主張
该党主张聯合一切愛國、進步、民主力量和個人，完成民族振興的任務，解決貧富兩極分化懸殊的問題。 

## 领导机构
该党的的最高機構是代表大會，休會期間由中央委員會和書記處領導。